# Kermia crassula
Kermia crassula é uma espécie de gastrópode do gênero Kermia, pertencente a família Raphitomidae.